# Francisco de Quevedo
Francisco Gómez de Quevedo Villegas y Santibáñez Cevallos (født 14. september 1580 i Madrid, død 8. september 1645 i Villanueva de los Infantes, Ciudad Real), kendt som Francisco de Quevedo, var en spansk forfatter i guldalderen. Han er en af de mest fremtrædende forfattere i den spanske litteraturhistorie, især kendt for sit poetiske arbejde, skønt han også skrev fortællinger, teater og forskellige filosofiske, politiske, moralske, asketiske, humanistiske og historiske pjecer.
Han besad titlerne som herre over Torre de Juan Abad (opnået i1620 efter mange vanskeligheder) og ridder af Santiago-ordenen (hans post blev officiel den 29. december 1617 ved hjælp af et kongeligt certifikat underskrevet af Felipe III, og titlen blev afsendt den 8. februar 1618).